# Mortal Kombat
Mortal Kombat, известна още като MK, е поредица бойни видеоигри, зародена през 1992 година от Ед Бун и Джон Тобиас. Игрите са известни в България като Мортал Комбат. В превод името означава „Смъртоносна битка“. Играта симулира турнир по бойни изкуства. По „Мортал Комбат“ са създадени и няколко игрални филма и сериал.
Първите четири издания и техните ъпдейти са разработени от „Мидуей Геймс“ и са пуснати под формата на аркадни игри. По-късно „Аклейм Ентъртейнмънт“ ги редактира и ги пригодява към игралните конзоли. Mortal Kombat: Смъртоносен съюз и следващите две игри са създадени единствено за конзоли. През 2009 година „Мидуей“ обявява банкрут, „Уорнър Брадърс“ купува по-голямата част от активите на компанията, и разработването на поредицата е поверено на „Уорнър Брадърс Интерактив Ентъртейнмънт“.

## Игри от поредицата

### Mortal Kombat
Излязла през 1992 г.
Турнирът Смъртоносна битка се провежда през поколение с цел да се защити Земното царство от магьосника Шанг Цунг. Набират се най-добрите войни, които да победят злите бойци на Цунг. Сред тях са: Лю Канг – шаолински монах, Джони Кейдж – филмова звезда, Рейдън – богът на гръмотевиците и закрилник на нашето царство, Соня – агент на военна организация, Съб-Зиро – нинджа наемен убиец, Скорпиона – нинджа фантом и Кейно – терорист. За времето си играта е с много добра графика. Остава в историята с многото си тайни и иновативните похвати, неизползвани дотогава в екшън игра (особено довършителните движения – fatalities). Рептайл, скритият герой в тази игра, е първият подобен персонаж в екшън игра изобщо. Достигането до него се състои в спазването на няколко условия, който се подразбират чрез подсказки заложени в самата игра.

### Mortal Kombat II
Излязла през 1993 г.
Продължение на събитията от Mortal Kombat. Оказва се, че Шанг Цунг е бил само марионетка в ръцете на владетеля на Отвъдния свят, наричащ себе си Шао Кан. Организиран е нов турнир. Добавени са няколко нови герои за игра (сред които е и Шанг Цунг). И в тази част са заложени достатъчно мистерии за откриване, който допринасят за популяризацията на играта.

### Mortal Kombat 3
Излязла през 1995 г.
Продължение на събитията от Mortal Kombat II. Шао Кан нахлува на Земята, възползвайки се от пролука в законите на боговете старейшини, започва да я съединява със своето царство и трябва да бъде спрян. Подобрена е графиката, появяват се нови бойци. Заедно със старите достигат 15 избираеми бойци. Добавят се нови видове довършителни движения.

### Mortal Kombat Митологии: Съб-Зиро
Излязла през 1997 г.
Mortal Kombat Митологии: Съб-Зиро е спин-оф/предистория игра на Mortal Kombat поредицата. Историята се върти около оригиналния Съб-Зиро в едно екшън-приключение. Съб-Зиро има за цел да победи Куан Чи и да вземе амулета, който ще освободи загиналия бога старейшина Шинок. Събитията от митологията се развиват преди турнира в оригиналната Mortal Kombat. Проследява се историята на Съб-Зиро и Скорпион и тяхното възмездие, като предвестник на събитията от следващата бойна игра на поредицата, Mortal Kombat 4. Играта е издадена само за Play Station и Nintendo 64.

### Mortal Kombat 4
Излязла през 1997 г.
Продължение на събитията от Mortal Kombat 3. Черния маг Куан Чи измъква бога старейшина предател Шинок от мрачния му затвор. Играта се прехвърля в три измерения, въпреки че геймплея е двуизмерен. Макар и графиката за 128 битовата аркадна версия да е брилянтна за времето си – ползваща специален ZEUS чип на Midway (10 пъти по-бърз от графичния чип на Nintendo 64 – най-добрата 3D конзола за онова време), домашните портове са осакатени до неузнаваемост и графиката им е критикувана поради не много доброто си качество. Играта остава вярна на традицията и включва множество тайни и скрити герои.

### Mortal Kombat: Специални части
Излязла през 2000 г.
Mortal Kombat: Специални части е спин-оф/предистория игра на Mortal Kombat поредицата. Хронологично първата игра в сюжетната линия на Mortal Kombat, тъй като нейните събития се провеждат дори преди Mortal Kombat Митологии: Съб-Зиро. Историята на играта включва Кейно да освободи своята банда, Черният дракон от затвора с максимална сигурност. Майор Джакс, търсейки отмъщение за избиването на своите другари от специалните сили в ръцете на Черния дракон, предприема мисия, за да им попречи да извлекат артефакт с голяма сила, Окото на Читян. Истинската сила на артефакта е показана в края, че той може да отваря портали към други сфери, когато Джакс използва артефакта, за да се телепортира и Кейно обратно в Земното царство, след като го победи.

### Mortal Kombat: Смъртоносен съюз
Излязла през 2002 г.
Продължение на събитията от Mortal Kombat 4. Черните магове Шанг Цунг и Куан Чи сключват съюз, чрез който да съживят непобедимата армия на истинския крал на Отвъдния свят – Онага, потънал отдавна в забвение. Те извършват атентат срещу Шао Кан, после убиват и шампиона Лю Канг, предизвиквайки останалите герои да се опитат да ги спрат. Играта (както и следващите) няма РС версия, а е предназначена за конзоли. Типично в конзолен стил се въвежда „Криптата“, където играчите могат да отключват различни неща на цената на монети, събрани по време на игра.

### Mortal Kombat: Измама
Излязла през 2004 г.
Продължение на събитията от Mortal Kombat: Смъртоносен съюз. Върховния сблъсък между Рейдън и двамата магове се разбира, че най-големия враг на всичко – краля дракон Онага е успял да се завърне чрез помощта на шест амулета, намирани през измеренията от водения в пълно неведение боец Сюджинко и е много ядосан. Впоследствие много от героите са избити и реанимирани от Онага, който ги подчинява на властта си и използва за изпълнение на своите планове. В играта се включват липсващите герои от предната част като са запазени по-популярните. Криптата е разширена и броят на ковчезите в нея е намален, но са премахнати празните такива (който в миналата игра нямаха нищо в себе си и общо взето само взимаха парите на играча)

### Mortal Kombat: Монаси от Шаолин
Излязла през 2005 г.
Mortal Kombat: Монаси от Шаолин е спин-оф/самостоятелна игра на Mortal Kombat поредицата. Mortal Kombat: Монаси от Шаолин е разработена от Midway LA (преди Paradox Development) и разпространена от Midway за PlayStation 2 и Xbox.
Mortal Kombat: Монаси от Шаолин е екшън-приключенска игра, която се развива в алтернативна времева линия между Mortal Kombat и Mortal Kombat II, като се започне с преодоляването на последиците от първия Mortal Kombat. Главните герои са двамата членове на Шаолин Лю Канг и Кунг Лао. Те пътуват през портали, в опит да осуетят плановете на Шанг Цунг да доминира над Земното царство.

### Mortal Kombat: Армагедон
Излязла през 2006 г.
Продължение на събитията от Mortal Kombat: Измама. Последната игра от поредицата. Включва всички герои, появявали се някога в МК. Любопитно е, че такава сборна игра се издава на всеки 3 МК издания. Тази е втората такава след „Mortal Kombat Trilogy“. Историята е следната: наличието на многото герои и своеволията на повечето от тях довеждат до Армагедон. Един от двама братя (те са нови герои в МК вселената) трябва да победи Блеиз, огненият елементал, появил се в Mortal Kombat: Смъртоносен съюз и по този начин да предотврати катастрофата.

### Mortal Kombat срещу Ди Си вселена
Излязла през 2008 г.
Кросоувър/самостоятелна игра между Mortal Kombat вселената и DC вселената от 2008 г. Събитията се развиват в алтернативна времева линия между Mortal Kombat II и Mortal Kombat 3 с няколко промени. Тази игра е причината за създаването на Несправедливостта: Богове сред нас и неговото продължение Несправедливоста 2.

### Mortal Kombat
Излязла през 2011 г.
Рибут на бойната игра от поредицата Mortal Kombat. Разработена от NetherRealm Studios е девета от поредицата и издадена за първи път под Уорнър Брос етикет. Mortal Kombat е разпространена за PlayStation 3 и Xbox 360 платформи. PS Vita версия също се предлага като възможност от 2012 година.
Историята започва след събитията от Mortal Kombat: Армагедон, но след това се връща и действието се развива в периода на първите три игри – Mortal Kombat, Mortal Kombat II и Mortal Kombat 3. Поради обрат в събитията (Рейдън сега има информация за бъдещето), събитията от това време са леко променени.
Mortal Kombat включва 3D графика, като игра само в 2D равнина (2.5D). Разработчиците също така твърдят, че това е първата игра, в която се прави съзнателно усилие да се създаде по-дълбока игра за повече играчи от поредицата и на бойните игри като цяло.

### Mortal Kombat X
Излязла през 2015 г.
Продължение на събитията от Mortal Kombat. Бойна игра с мултиплеър, сингълплеър (единична игра) сторимод (проследява историята) и допълнителни функции като: тестване на късмета, тестване на съзнанието (ума) и дори завладяване на територията. Историята започва с нападението в човешката реалност. Джони Кеидж, Соня Блеид, Кенши и войници опитват да спрат Шинок да завладее човешката реалност, но докато пътуват до небесния храм са нападнати от Скорпион и Съб-Зиро. След като се справят с тях по пътя срещат: Нощен вълк, Джакс и Смоук. Докато се бият Рейдън и Фуджин (богът на вятъра) се бият с част от войските на мъртвия Шао Кан, но се появява Куан Чи с поробените от него Лю Канг, Кунг Лао, Кабал, Синда и Деатстрайк, те отстъпват до небения храм. Успяват да победят Шинок и да го затворят в неговия амулет, така свършва част 1/12.

### Mortal Kombat 11
Излязла през 2019 г.
Продължение на събитията от Mortal Kombat X. Когато властелинът на времето започне да слива миналото с настоящето, версиите на героите от двете времеви линии на Mortal Kombat трябва да се обединят, за да поправят грешките от миналото и да спасят света.

### Mortal Kombat: Нападение
Излязла през 2022 г.
Mortal Kombat: Нападение е спин-оф/самостоятелна игра на Mortal Kombat поредицата. Събитията се развиват в алтернативна времева линия между Mortal Kombat X и Mortal Kombat 11.

### Mortal Kombat 1
Излязла през 2023 г.
Продължение на събитията от Mortal Kombat 11 също така втори рибут в поредицата. Открийте преродена вселена на Mortal Kombat, създадена от бога на огъня Лю Канг. Mortal Kombat 1 въвежда нова ера на емблематичния франчайз с нова бойна система, режими на игра и фаталити.

## Филми от поредицата

### Анимирани

#### Смъртоносна битка: Пътуването започва
Излязъл през 1995 г.
Първият анимиран филм в поредицата Смъртоносна битка.

#### Смъртоносна битка – легенди: Отмъщението
Излязъл през 2020 г.
Рибут на анимирания филм от поредицата Смъртоносна битка.

#### Смъртоносна битка – легенди: Битка на царства
Излязъл през 2021 г.
Продължение на събитията от Смъртоносна битка – легенди: Отмъщението.

#### Смъртоносна битка – легенди: Снежно заслепяване
Излязъл през 2022 г.
Продължение на събитията от Смъртоносна битка – легенди: Битка на царства.

#### Смъртоносна битка – легенди: Кейдж мач
Излязъл през 2023 г.
Предистория на събитията от Смъртоносна битка – легенди: Отмъщението.

### Живо действие

#### Смъртоносна битка
Излязъл през 1995 г.
Първият живо действие филм в поредицата Смъртоносна битка.

#### Смъртоносна битка: Унищожението
Излязъл през 1997 г.
Продължение на събитията от Смъртоносна битка.

#### Mortal Kombat: Филмът
Излязъл през 2021 г.
Рибут на филма живо действие от поредицата Смъртоносна битка.

#### Mortal Kombat 2
Излиза през 2025 г.
Продължение на събитията от рибута Mortal Kombat: Филмът.

## Телевизия от поредицата

### Анимирани

#### Смъртоносна битка: Защитници на Царството
Излязъл през 1996 г.
Анимационен сериал, озаглавен Смъртоносна битка: Защитници на Царството, беше пуснат през 1996 г. Той вървеше един сезон и получи отрицателни отзиви.

### Живо действие

#### Смъртоносна битка: Завоевание
Излязъл през 1998-1999 г.
През 1998 г. излиза Смъртоносна битка: Завоевание. Продължи един сезон.

#### Смъртоносна битка: Наследство
Излязъл през 2011-2013 г.
През 2010 г. Warner Premiere поръча уеб сериал, вдъхновен от късометражния фен филм Смъртоносна битка: Прераждане, озаглавен Смъртоносна битка: Наследство и също режисиран от Кевин Танчароен. Първият сезон на сериала беше пуснат безплатно в YouTube от април 2011 г., популяризиран от Machinima.com, а вторият сезон пристигна през 2013 г.
През 2014 г. Blue Ribbon Content разработваха сериал за действие на живо, която трябваше да се свърже с Смъртоносна битка X за планирано издание за 2016 г., озаглавено Смъртоносна битка: Поколения. Сериалът обаче не е издаден.

## Сценично шоу

### Смъртоносна битка: Турне на живо
Излязъл през 1995-1996 г.
Сценичното шоу, озаглавено Смъртоносна битка: Турне на живо, стартира в края на 1995 г., разширено до 1996 г. и включваше герои от Смъртоносна битка в театрално представление на сцената.

## Онлайн хазартна игра

### Смъртоносна битка: Федерация по бойни изкуства
Излязъл през 2000 г.
Технически, това беше първият "уеб сериал" на Смъртоносна битка, въпреки че беше по-скоро онлайн хазартна игра с фалшиви пари.

## Защо Kombat вместо Combat?
Интересен момент в играта е пълното отсъствие на „C“, което е заменено навсякъде с „K“. Причината за това са игралните автомати, за които първоначално е била предназначена играта. При тях допълнителна игра се започва чрез вкарването на монета и съответно получаването на кредит (insert coin – get credit). Създателите на играта решават да се пошегуват и премахват „C“, като го заместват с „K“ (insert koin – get kredit).
Сайракс
Сайракс се появява за първи път в Mortal Kombat 3 като втори Лин Куей убиец. Той е бил
трансформиран и програмиран в киборг заедно със Сектор и Смоук. Изпратен е да убие
Съб-Зиро, който емигрира от клана, но по време на инвазията на Шао Кан от Отвъдния свят Съб-Зиро побеждава Сайракс и го препрограмира с поръчка за унищожаване на
Кан. В Мortal Kombat Gold Сайракс е възстановен и ремонтиран от Лин Куей, които го изпращат в
битка със Сектор. След поражението на Шинок, Соня и Джакс използват технологията за
възстановяване на своята човечност. Благодарни за тяхната помощ, Сайракс се
присъединява към специалните части OIA като разузнавач в Земното царство. По време
на събитията от Mortal Kombat: Смъртоносен съюз, Сайракс е нападнат от Рептайл.